# دوروثي رينش
دوروثي مود رينش (بالإنجليزية: Dorothy Maud Wrinch)‏ (12 سبتمبر 1894 - 11 فبراير 1976؛ أسماء ما بعد الزواج نيكولسون، غلاسر) عالمة رياضيات وصاحبة نظريات في الكيمياء الحيوية اشتهرت بمحاولتها استنتاج هيكل البروتين باستخدام مبادئ رياضية. طورت فرضية «السيكلول» المثيرة للجدل التي تبين هيكل البروتينات.

## المهنة
ولدت دوروثي رينش في روزاريو، الأرجنتين، وكانت ابنة المهندس هيو إدوارد هارت رينش، وآدا سوتر. عادت الأسرة إلى إنجلترا ونشأت دوروثي في سوربيتون بالقرب من لندن. التحقت بثانوية سوربيتون وبكلية غيرتون بجامعة كامبريدج لدراسة الرياضيات في عام 1913. غالبًا ما حضرت رينش اجتماعات نادي المهرطقين الذي كان يديره سي كاي أوغدن، وخلال محاضرة في عام 1914 بتنظيم أوغدن، سمعت لأول مرة برتراند راسل يتحدث. تخرجت في عام 1916 حاصلةً على مرتبة الشرف الأولى في السنة الثالثة.
في العام الدراسي 1916-1917، قدمت رينش اختبار تريبوس في كامبريدج للعلوم الأخلاقية ودرست المنطق الرياضي مع راسل في لندن. في ديسمبر، دُعيت إلى غارسينغتون مانور، موطن عشيقة راسل في ذلك الوقت، أوتولاين موريل، وهناك قابلت كلايف بيل وأعضاء آخرين من مجموعة بلومزبري، وفي عام 1917 عرّفت راسل على دورا بلاك التي أصبحت فيما بعد زوجته الثانية. منذ عام 1917 مُولت رينش من قبل كلية غيرتون كطالبة أبحاث، تحت إشراف رسمي من قبل جي. إتش. هاردي في كامبريدج ولكن كممارسة عملية، تدربت تحت يد راسل في لندن. عندما سُجن راسل في مايو عام 1918 بسبب أنشطته المناهضة للحرب، ساعدته رينش في مشاريعه في الكتابة عن طريق إحضار كتب ومقالات إليه.
انتشرت مقالة رينش الأولى التي دافعت فيها عن فلسفة راسل في عام 1917، وبين عامي 1918 و1932 نشرت 20 مقالة حول الرياضيات البحتة والتطبيقية و16 مقالة حول المنهجية العلمية وفلسفة العلوم. في المؤتمر الدولي للرياضيات عام 1928 في بولونيا، كتبت مقالة «حول طريقة لبناء التوافقيات لأسطح الدوران». وقدمت أيضًا «التوافقيات المرتبطة ببعض الأجسام شبه الكروية المقلوبة» في المؤتمر الدولي للرياضيات عام 1932 في زيوريخ. شكلت المقالات التي كتبتها مع هارولد جيفريز حول الطريقة العلمية هذه أساسَ كتابه «الاستدلال العلمي» لعام 1931. كتب جيفريز ناعيًا رينش في مجلة الطبيعة قائلًا: «أود أن أسجل تقديري للمساهمة الكبيرة التي قدمتها رينش في "عملنا المشترك"، والذي كان أساس كل أعمالي اللاحقة في مجال الاستدلال العلمي».
من عام 1932 تحولت رينش نحو البيولوجيا النظرية. كانت أحد مؤسسي التجمع البيولوجي الحيوي (المعروف أيضًا باسم «نادي البيولوجيا النظرية»)، وهي مجموعة متعددة التخصصات سعت إلى شرح الحياة من خلال اكتشاف كيفية عمل البروتينات. وشارك معها جوزيف هنري وودجر، جوزيف ودوروثي نيدهام، كونوراد هال وادينغتون، جون ديزموند بيرنال، كارل بوبر ودوروثي كروفوت هودجكين. ومنذ ذلك الحين، يمكن وصف رينش بأنها عالمة أحياء نظرية. طورت نموذجًا لهيكل البروتين، وأطلقت عليه اسم بنية «السيكلول». أثار النموذج جدلًا كبيرًا وهاجمه الكيميائي لينوس بولينج. في هذه النقاشات، كان نقص تدريب رينش في الكيمياء نقطة ضعف كبيرة. بحلول عام 1939، تراكمت الأدلة على أن النموذج كان خاطئًا لكن رينش واصلت العمل عليه. ومع ذلك، فإن العمل التجريبي الذي أجرته إرفينغ لانغموير بالتعاون مع رينش للتحقق من صحة أفكارها دعم مبدأ أن التأثير الكاره للماء هو القوة الدافعة لتطوّي البروتين.
في عام 1939 انتقلت رينش إلى الولايات المتحدة. أخذت مجموعة متنوعة من المناصب التعليمية في ثلاث كليات صغيرة في ماساتشوستس، كلية أمهيرست، كلية سميث، وجامعة ماونت هوليوك. من عام 1942 حتى تقاعدها في عام 1971، احتلت رينش مناصب بحثية في كلية سميث.

## حياتها الشخصية
قبل عام 1918، طلب أستاذ رينش في كامبردج، جي إن واتسون، الزواج منها، لكن الشعور لم يكن متبادلاً بينهما وطلبت من والدها شرح ذلك لواتسون؛ ومع ذلك، اقترح واتسون في وقت لاحق اسم رينش كمحاضِرة بديلة عنه في كلية جامعة لندن. بعد تقاربها الفكري من راسل في وقت ما بعد الحرب، ربما دخلت رينش بعلاقة رومانسية مع أخيه فرانك وربما دخلت بعلاقة غير سعيدة مع أحد تلاميذه، رافائيل ديموس. تختلف المصادر حول ما إذا أرادت رينش الارتباط براسل. كانت لعدة سنوات رفيقة لهارولد جيفريز، ويعتقد بعض المراقبين المعاصرين أنهما خطبا. ربما كان فسخ خطوبتهما هو ما شجع جيفريز على الدخول في مجال التحليل النفسي، الأمر الذي كان وقتها مألوفًا في كامبريدج.
في عام 1922، تزوجت رينش من مشرفها في الدراسات العليا في كلية الملك في لندن، الفيزيائي الرياضي جون ويليام نيكولسون. تضمن امتحان رينش للدكتوراه في العلوم مراقبًا إضافيًا على نحو غير اعتيادي، وكان ذلك غالبًا بسبب الاعتقاد بوجود علاقة بين الاثنين. كان نيكولسون خريج كلية أوينز في مانشستر ومن الأوائل على كامبريدج. في عام 1921 انتُخب كعضو في كلية باليول بجامعة أوكسفورد. أنجب الزوجان طفلة واحدة، باميلا، في عام 1927. كان كتاب رينش عن الأبوة، المكرس لراسل، مشروعًا في علم الاجتماع بدلاً من دليل لرعاية الأطفال. تدهورت الصحة العقلية لنيكولسون في أواخر العشرينيات من القرن العشرين، وفي عام 1930 شُخص بمرض عقلي واحتُجز في مستشفى وارنفورد حتى وفاته في عام 1955. وفي عام 1937 مُنحت رينش طلاقًا بسبب جنون زوجها. من عام 1930 تقربت رينش عاطفياً وفكريًا من عالم الرياضيات إريك نيفيل ضمن صداقة استمرت حتى عام 1961.
في عام 1939، انتقلت رينش مع ابنتها إلى الولايات المتحدة، ويرجع ذلك جزئيًا إلى أن مستشار جامعة أوكسفورد ووزير الخارجية لورد هاليفاكس نصحها بأنها ستكون أكثر فائدة للمجهود الحربي من خلال إجرائها للبحوث وإعطائها المحاضرات هناك. في عام 1941 تزوجت من أوتو تشارلز غلاسر، رئيس قسم البيولوجيا ونائب رئيس كلية أمهيرست، ومن خلاله تمكنت من الحصول على وظائف كمدرّسة. في عام 1944، أُجبر غلاسر على الاستقالة كرئيس لأنه سمح لمساعده في البحث بقضاء بعض الوقت في العمل مع رينش. تقاعد غلاسر في عام 1948 وتوفي في عام 1951.
توفيت دوروثي رينش في فالموث، ماساتشوستس في 11 فبراير عام 1976.
كتبت كروفوت هودجكين في نعي رينش أنها كانت «شخصية رائعة ومثيرة للجدل لعبت دورًا في بدايات الكثير من الأبحاث الحالية في البيولوجيا الجزيئية.» على المستوى الشخصي، كتبت كروفوت هودجكين: «أحب أن أتذكرها كما كانت عندما عرفتها لأول مرة، مرحة، نشيطة ومغامرة، شجاعة في مواجهة الكثير من المحن وطيبة جدًا».

## روابط خارجية
- دوروثي رينش على موقع الموسوعة البريطانية (الإنجليزية)